# Musica (Gigi Finizio)

Musica è il ventiquattresimo album del cantautore italiano Gigi Finizio, pubblicato nel 1998.

## Tracce
1. Donna di città
2. Dieci anni fà
3. Voglia di morire
4. Na rosa blù
5. Che friddo
6. Na bacchetta magica
7. Miez'o mare
8. Una storia che non và
9. Te perdo